# Kartäuserschnecke
Die Kartäuserschnecke (Monacha cartusiana) ist eine Schneckenart aus der Familie Laubschnecken (Hygromiidae) aus der Ordnung der Landlungenschnecken (Stylommatophora).

## Merkmale
Das Gehäuse misst ausgewachsen 6 bis 10 mm in der Höhe und 9 bis 18 mm in der Breite. Die Adultgröße variiert aber extrem, auch innerhalb derselben Population. Das Gehäuse ist niedrig-kegelförmig mit 5,5 bis 6,5 Umgängen. Die Umgänge sind gerundet, jüngere Stadien haben eine deutliche Schulter im oberen Teil des Umgangs. Nur der unmittelbare Mündungsbereich fällt im Adultstadium gegenüber der Windungsspirale etwas ab. Der Mündungsrand ist etwas gedrückt, der Mundsaum ist zugeschärft und nur innen etwas verdickt. Der äußere Mündungsbereich ist bräunlich oder rötlich gefärbt. Die etwas weiter im Gehäuse liegende verdickte Innenlippe scheint als weiße Zone (hinter dem rötlichen oder bräunlichen Mündungsrand) durch das Gehäuse durch. Der Nabel ist sehr eng, häufig sogar ganz geschlossen.
Die Oberseite des Gehäuses ist matt glänzend weißlich, gelblich bis durchscheinend. Häufig sind braune Flecke oder auch schmale braune Zonen ausgebildet. Es sind nur Anwachsstreifen vorhanden und die Schale ist verhältnismäßig dünn.
Der Weichkörper des Tiers ist überwiegend hell gelb mit dunklen Pigmentflecken. Der Vorderteil ist häufig leicht rötlich, der Mantel oft mit weißen Flecken versehen. Die Tentakel sind ebenfalls gelb oder häufiger dunkelgrau und durchscheinend.
Im zwittrigen Geschlechtsapparat ist der freie Eileiter (Ovidukt) relativ lang, die Vagina im Vergleich dazu relativ kurz. Das Verhältnis ist etwa 1 zu 1. An der Seite der Vagina ist eine in Längsrichtung orientierte vaginale Ausstülpung (vaginaler Sack) vorhanden. Die Spermathek ist vergleichsweise groß, mit dickem, aber kurzem Stiel und großer Blase. Direkt unterhalb des Stiels sitzen ringförmig um die Vagina acht längliche Fortsätze der Glandulae mucosae an. Kurz vor der Einmündung des Penis in die Vagina setzt ein vaginaler Fortsatz (Appendix) an, der direkt am Ansatz kugelig-knotenförmig und dann fadenförmig ist. Dieser Fortsatz ist doppelt so lang wie die Vagina.
Im männlichen Trakt des Geschlechtsapparates ist der Samenleiter vergleichsweise kurz und wenig gewunden. Er mündet in den langen mäßig dicken Epiphallus, der mit einer knotenförmigen Verdickung abrupt in den sehr dicken, aber kurzen Penis übergeht. An der Einmündung des Samenleiters in den Epiphallus ist ein dünnes Flagellum ausgebildet. Es ist deutlich kürzer als der Epiphallus. Der Epiphallus ist etwa doppelt so lang wie der Penis. Der Penis mündet unterhalb des vaginalen Fortsatzes in das Atrium. Das Atrium, der gemeinsame Ausführgang für die Geschlechtsprodukte von Vagina und Penis ist vergleichsweise kurz.

## Ähnliche Arten
Die Art ist anhand von Gehäusemerkmalen praktisch nicht von Monacha claustralis zu unterscheiden. Im Geschlechtsapparat hat die Kartäuserschnecke einen vaginalen Sack, eine Ausstülpung an der Vagina, die Monacha claustralis fehlt. Letztere Art hat eine lange Vagina (und einen sehr kurzen freien Eileiter). Die Kartäuserschnecke hat dagegen eine relativ kurze Vagina und einen relativ langen freien Eileiter. Außerdem ist bei dieser Art der Epiphallus im Durchschnitt kürzer, und der vaginale Fortsatz ist am Ansatz stark verdickt und läuft dann fadenförmig aus. Bei Monacha claustralis ist der basale Teil des vaginalen Fortsatzes wenig verdickt und nimmt im Durchmesser nur langsam ab.

## Geographisches Vorkommen und Habitat
Die Art war wohl ursprünglich nur in West- und Südeuropa heimisch. Im Osten reichte das Verbreitungsgebiet bis Kleinasien, weiter nördlich über Südrussland bis zur Krim. Vielleicht kam sie ursprünglich auch im Oberrheintal vor. Das Vorkommen in Südengland wird auf sehr frühes Verschleppen zurückgeführt. Die Art ist inzwischen in Mitteleuropa durch neuzeitliche anthropogene Verschleppung weit verbreitet, wie die inzwischen zahlreichen Funde in Deutschland beweisen. Sie ist aber inzwischen nicht nur nach Mitteleuropa, sondern auch nach Nordamerika verschleppt worden.
Die Art bevorzugt offene, trockene oder auch feuchte, aber warme Habitate, wie sonnige Heckenraine und Grashänge, Straßenränder, aber auch Gärten, Parks, Weingärten und Ödländer. In der Schweiz steigt die Art bis auf 700 m, in Bulgarien bis auf 1000 m an.

## Lebensweise und Fortpflanzung
Die Tiere leben von vermodernden Gräsern wie Rohr-Schwingel (Festuca arundinacea), aber auch Mittlerem Wegerich (Plantago media). Dabei werden auch die Pilzmyzele, die das Pflanzenmaterial zersetzen mit aufgenommen. Aber auch Detritus wird gefressen, wie Sandkörner im Kot zeigen. Es dürfte sich bei der Kartäuserschnecke um einen Saprophagen handeln.
Die Paarung findet im September statt. Kurz darauf werden die relativ wenigen, aber großen Eier abgelegt. Pro Tier werden etwa 15 bis 20 Eier abgelegt. Der Durchmesser des Eis beträgt etwa 1,2 bis 1,3 mm bzw. 1,8 mm. Die meisten Tiere sterben wohl nach der Eiablage. Die Entwicklung soll nur 8 bis 14 Tage dauern, bis die Jungen schlüpfen, Die Tiere werden ein bis maximal zwei Jahre alt.

## Taxonomie
Die Art wurde 1774 von Otto Friedrich Müller unter dem Namen Helix cartusiana erstmals wissenschaftlich beschrieben. Es handelt sich um die Typusart der Gattung Monacha Fitzinger, 1833. Art und Gattung sind allgemein anerkannt. Der auf dieser Gattung beruhende Unterfamilienname Monachinae ist ein jüngeres Homonym zu der auf der Gattung Monachus beruhenden Robben-Unterfamilie Monachinae. Die Kommission für Zoologische Nomenklatur hat daher beschlossen, den Unterfamiliennamen basierend auf Monacha auf Monachainae zu ändern. Monacha carthusiana (oder auch Theba carthusiana) ist ein in der Literatur weit verbreiteter Schreibfehler für Monacha cartusiana.

## Gefährdung
Die Art gilt als ungefährdet.